# 卡韦松德列瓦纳
卡韦松德列瓦纳，是西班牙坎塔布里亚的一个市镇。总面积81平方公里，总人口692人（2001年），人口密度9人/平方公里。